# الرضم (العدين)

تعديل مصدري - تعديل

الرضم محلة تابعة لقرية همدان، التابعة لعزلة بني عبد الله بمديرية العدين إحدى مديريات محافظة إب في الجمهورية اليمنية، بلغ تعداد سكانها 24 حسب تعداد اليمن لعام 2004.